# Шеварлије (Добој)
Шеварлије су насељено мјесто у граду Добој, Република Српска, БиХ. Према прелиминарним подацима пописа становништва 2013. године, у насељу је живјело 1.271 становника.

## Историја
Године 1937. талентовани дечак из Шеварлија, Узеир Ахметовић (стар 14 година) се прочуо надалеко по свом изуму. Узеир који је са одличним успехом завршио месну основну школу, је направио бицикл од дрвета и са њиме се провозао улицама оближњег Добоја. Цела конструкција је била од дрвета, осим ланца од метала.

## Становништво
| Националност       | 1991.          | 1981.          | 1971.          |
| Муслимани          | 1.739 (97,04%) | 1.576 (95,34%) | 1.313 (95,84%) |
| Југословени        | 29 (1,62%)     | 38 (2,30%)     | 8 (0,58%)      |
| Срби               | 20 (1,12%)     | 32 (1,94%)     | 32 (2,34%)     |
| Хрвати             |                | 4 (0,24%)      | 8 (0,58%)      |
| Црногорци          |                |                | 6 (0,44%)      |
| остали и непознато | 4 (0,22%)      | 3 (0,18%)      | 3 (0,22%)      |
| Укупно             | 1.792          | 1.653          | 1.370          |

| Демографија | Демографија | Демографија |
| Година      | Становника  | Становника  |
| ----------- | ----------- | ----------- |
| 1971.       | 1.370       |             |
| 1981.       | 1.653       |             |
| 1991.       | 1.792       |             |
| 2013.       | 1.271       |             |